# قوشه‌دیزه
قوشه‌دیزه (به ترکی آذربایجانی: Qoşadizə) یک منطقهٔ مسکونی در جمهوری آذربایجان است که در شهرستان اردوباد واقع شده‌است. قوشه‌دیزه ۴۶۹ نفر جمعیت دارد.